# Повіт Хуанань
46°14′14″ пн. ш. 130°33′44″ сх. д. / 46.23723° пн. ш. 130.56211° сх. д.
Повіт Хуанань (спрощ.: 樺南縣; кит. трад.: 桦南县; піньїнь: Huànán Xiàn) — повіт на сході провінції Хейлунцзян, Китайська Народна Республіка. Перебуває під юрисдикцією міста Цзямуси на рівні префектури.

## Адміністративний поділ
Повіт Хуанань поділяється на 7 міст і 5 селищ міського типу.
Міста:

- Туояоцзі (驼腰子镇)
- Шитоухезі (石石河子镇)
- Хуайнань (місто Хуайнань)
- Тулуншань (місто Тулуншань)
- Менцзяган (містечко Менцзяган)
- Яньцзя (місто Яньцзя)
- Люмаохе (місто Люмаохе)

5 селищ:
- Цзіньша (комуна Цзіньша)
- Лішу (комуна Лейшу)
- Мінгі (комуна Мінгі)
- Дабалан (комуна Дабалан)
- Вудаоган (комуна Вудаоган)

## Демографія
На кінець 2023 року постійне населення провінції Хунань становило 65,68 мільйона осіб, що на 360 тисяч менше, ніж у попередньому році, або на 0,55 %. Чоловіче населення становило 33,638 мільйона, що на 0,48 % менше порівняно з попереднім роком, а жіноче — 32,042 мільйона, що на 0,62 % менше.

## Клімат
Клімат провінції Хунань є субтропічним з сезонними опадами та чотирма чітко вираженими сезонами. Регіон відзначається великою кількістю сонячного світла, довгими безморозними періодами і значними опадами. Середня температура варіюється від 16℃ до 18℃, а кількість днів без заморозків коливається між 253 і 311. Річна кількість опадів, яка становить від 1200 до 1700 мм, створює сприятливі умови для сільського господарства.

## Населення
Більшість населення провінції Хуанань — сільські жителі, які проживають переважно на рівнині Дунтін і в долинах головних річок. Більшість населення — ханьці. На західному нагір'ї також проживають кілька меншин, зокрема хмонг (мяо), туцзя, дун і мієн (яо). Мяо і туцзя мають схожий спосіб життя і часто вступають у шлюби. Вони живуть на північному заході провінції, де їхня економіка базується на вирощуванні терасових полів у передгір'ях і вузьких долинах. На крайньому південному заході і заході дун живуть в автономних повітах з центрами в Тундао і Сіньхуані. Їхня мова, економіка та спосіб життя мають багато спільного з ханьцями. Яо розселені в гірських районах на півдні і заході, займаються сухим землеробством і мають досвід вирощування кедрової деревини. Значна частина їхнього доходу припадає на лісове господарство.
Хунаньці розмовляють мовою сянь (хунаньською), яка близька до мандаринської, особливо в регіоні Чанша. Радіомовлення допомогло поступово зменшити відмінності між місцевими діалектами, які можуть бути значними. Мови меншин не мали писемності до того, як місіонери створили її для деяких з них, як, наприклад, писемність Семюеля Полларда для мов хмонг-мінь (мяо-яо). З 1949 року ці писемності були переглянуті, розширені або замінені фонетичними системами, заснованими на латинському алфавіті, подібно до піньїнь, прийнятого для ханьського мандаринського діалекту китайської мови. Грамотність серед народів мяо і дун зростає. Культурний ландшафт регіону складний і включає елементи конфуціанства, буддизму, даосизму, а також ісламу і християнства.

## Чайна індустрія
Регіон Хуанань славиться своїми червоними ґрунтами, які формуються в теплому, помірному і вологому кліматі тропічних і субтропічних зон Китаю. Ці ґрунти, багаті на залізо та алюміній, мають високу кислотність, важку глину та низький вміст органічних речовин. Завдяки таким умовам в Хуангані вирощують високоякісні чаї, в тому числі чорні та улуни.
У регіоні Хуанань основний асортимент чаю включає чорний і улун, а також зрідка жасминовий і білий чай. Останні два види здебільшого виробляються для туристичного ринку та експорту.
Найвідомішими сортами чаю з цеї місцевості є:
- Лю Бао (Гуансі, чорний)
- Тіегуаньінь (Фуцзянь, улун)
- Да Хун Пао (гори Уй, Фуцзянь, улун)

Серед цих трьох сортів найпопулярнішим є Да Хун Пао, який в основному виробляється в гірському регіоні Вішань провінції Фуцзянь. Чай Да Хун Пао характеризується унікальним ароматом орхідеї та довгим солодким післясмаком. Він здобув популярність не тільки завдяки своїм смаковим якостям, а й завдяки рекордному випадку в 2002 році, коли 20 грамів цього чаю були продані на аукціоні за 22 000 доларів США, що в 30 разів дорожче його ваги в золоті. Хоча ця партія чаю була зібрана з материнських дерев Да Хун Пао, існують також більш доступні версії, виготовлені з молодих рослин, які походять з цих материнських дерев.
| Китай | Це незавершена стаття з географії КНР. Ви можете допомогти проєкту, виправивши або дописавши її. |